# Mary Dibley
Mary Dibley (Londres, 21 de fevereiro de 1883 – ano de morte desconhecido) foi uma atriz britânica. Ela foi casada com o ator Gerald Ames.

## Filmografia selecionada
- The Shulamite (1915)
- Red Pottage (1918)
- The Admirable Crichton (1918)
- The Garden of Resurrection (1919)
- The Amazing Quest of Mr. Ernest Bliss (1920)
- The Lure of Crooning Water (1920)
- The Autumn of Pride (1921)
- The Bargain (1921)
- The Card (1922)
- Simple Simon (1922)
- A Royal Divorce (1926)
- The Blue Peter (1928)
- A South Sea Bubble (1928)
- His House in Order (1928)
- The Hellcat (1928)